# Zasilacz komputera

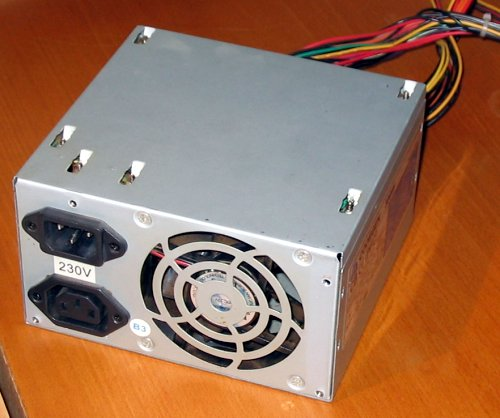
Zasilacz komputera osobistego

Ten artykuł dotyczy zasilaczy impulsowych stosowanych w komputerach kompatybilnych z IBM PC. Istnieje wiele rodzajów zasilaczy przeznaczonych do innych komputerów.
Zasilacz komputera (PSU, z ang. power supply unit) − urządzenie służące do przetwarzania napięcia przemiennego dostarczanego z sieci energetycznej (100–127 V w Ameryce Północnej, części Ameryki Południowej, Japonii i Tajwanie; 220–240 V w pozostałej części świata) na niskie stabilizowane napięcia stałe, niezbędne do pracy pozostałych komponentów komputera.
Niektóre zasilacze posiadają przełącznik zmieniający napięcie wejściowe pomiędzy 230 V i 115 V, inne mogą pracować w szerokim zakresie napięcia zasilania.
Zasilacze komputerów są zasilaczami impulsowymi.
Najczęściej spotykane zasilacze komputerowe są zgodne ze standardem ATX. Standard określa kształt wtyczek, dostarczane napięcia, dopuszczalne natężenie prądu. Włączanie i wyłączenie zasilacza jest realizowane przez sygnał elektryczny z płyty głównej, co daje obsługę takich funkcji jak tryb czuwania, zdalne włączanie i wyłączanie komputera. Najnowsza wersja standardu ATX dla zasilaczy to 2.53 (z połowy 2020 roku).

## Urządzenia podłączone do zasilacza

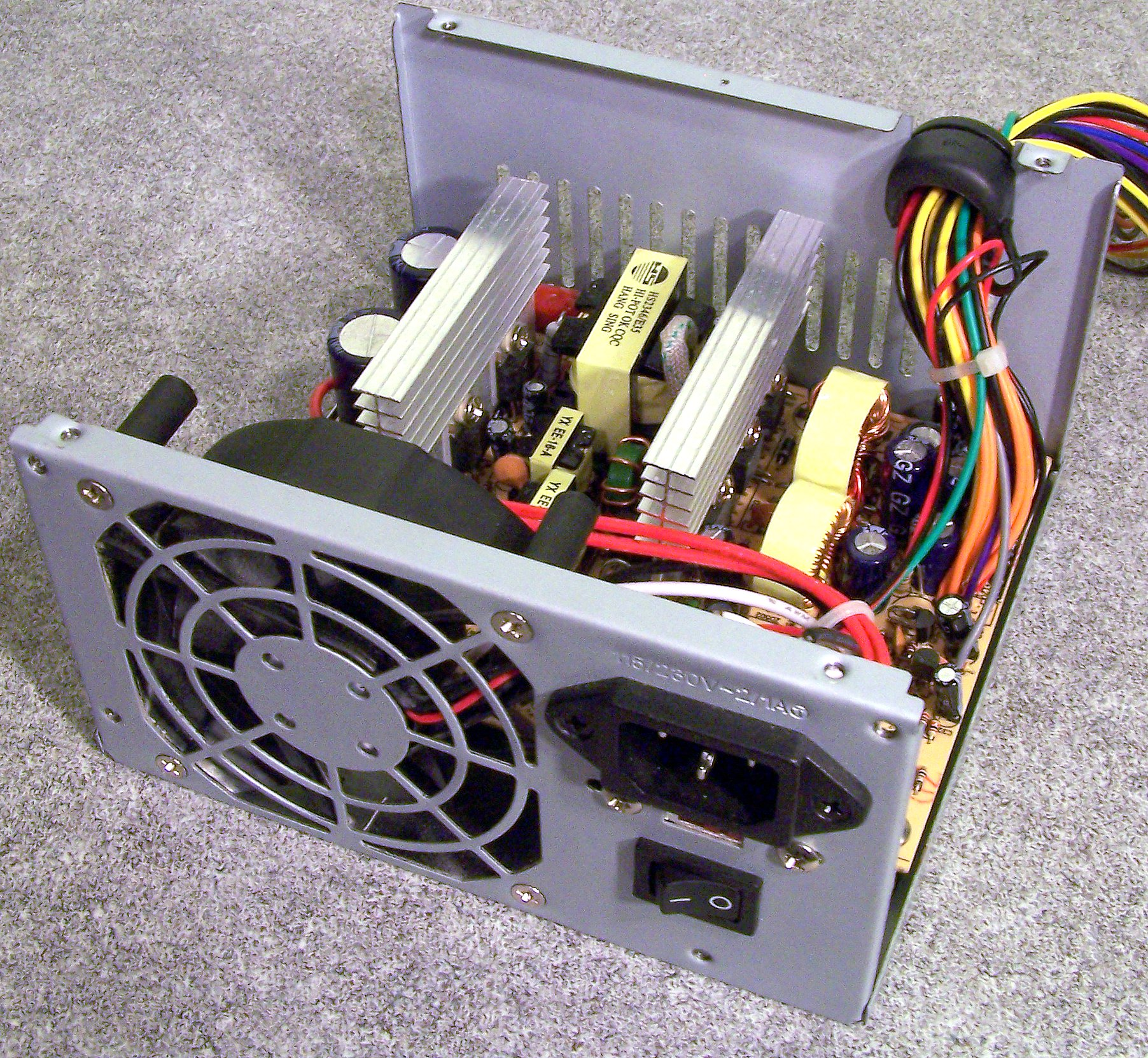
Wnętrze zasilacza komputera

Schemat wtyczki MPC zasilacza ATX v2.2

W komputerach osobistych do zasilacza podłączone są:
- płyta główna
- dysk lub dyski twarde
- napędy (optyczne, taśmowe, np. CD-ROM, DVD-ROM, ZIP, JAZ, napędy dysków magnetooptycznych, FDD, itp.)
- niektóre karty graficzne wymagają podłączenia dodatkowego zasilania (wtyczki PCI-E 6 i 8 stykowe)[1]
- inne urządzenia znajdujące się wewnątrz komputera, np. wentylatory czy dodatkowe panele podłączane podobnie jak napędy do wtyku Molex.

Do pozostałych podzespołów z wyjątkiem pamięci masowych napięcie z zasilacza jest dostarczone pośrednio z płyty głównej (np. karty rozszerzeń, wentylatory procesorów, porty, itp.).

## Budowa
Większość zasilaczy wykonana jest w postaci metalowego prostopadłościanu, z którego ścianki wychodzi kilka wiązek przewodów. Po przeciwnej stronie znajdują się otwory wentylacyjne i gniazdo IEC C14 do podłączenia zasilania z sieci energetycznej. Opcjonalnie może tam być też umieszczony wyłącznik oraz przełącznik napięcia wejściowego. Etykieta umieszczona na boku zasilacza zawiera informacje dotyczące maksymalnej mocy wyjściowej i certyfikatów. Najbardziej popularne oznaczenia bezpieczeństwa to znak UL, znak GS, TÜV, NEMKO, SEMKO, DEMKO, FIMKO, CCC, CSA, VDE, GOST R i BSMI. Oznaczenia dotyczące kompatybilności elektromagnetycznej to znak CE, FCC i C-Tick. Oznaczenie CE jest wymagane dla zasilaczy sprzedawanych w Europie i Indiach. Norma Unii Europejskiej EN61000-3-2 wymaga, aby każdy zasilacz wyposażony był w układ PFC (Power Factor Correction).
Rozmiary zasilacza ATX to: szerokość 150 mm, wysokość 86 mm, a głębokość typowo 140 mm, choć może różnić się w zależności od producenta.
W zasilaczach stosowane jest chłodzenie wymuszone – najczęściej przez wentylator o średnicy 80 mm (w starszych i prostszych PSU) lub większej (w nowszych konstrukcjach, często z regulacją obrotów). Przez zasilacz przepływa gorące powietrze z wnętrza obudowy komputera, w związku z tym stosuje się wentylatory o większej wydajności niż wymagana do odprowadzenia ciepła wydzielającego się w samym zasilaczu. Wentylator jest głównym źródłem hałasu generowanego przez zasilacz.
Zasilacze komputerowe wykonane są zwykle w technice impulsowej, wykorzystując architekturę przetwornicy push-pull. Tego typu zasilacze charakteryzują się małymi gabarytami i masą, niewielkimi tętnieniami napięcia wyjściowego i dużą mocą wyjściową.
| Zdjęcie                   | Oznaczenie                                | Ilość styków          | Opis |
| ------------------------- | ----------------------------------------- | --------------------- | --- |
|                           | MPC (Main Power Connector), oznaczana P1  | 20 24 (ATX v2.2) 20+4 | Główny wtyk do zasilania płyty głównej. Obecny standard ATX przewiduje 24 styki, wcześniejszy 20. Część zasilaczy jest wyposażonych w złącze 24-stykowe, które można rozłączyć na dwie części (20+4 styki) i wykorzystać ze starszymi płytami o gnieździe 20-stykowym. |
|                           | ATX12V / EPS12V (4-stykowe), oznaczana P4 | 4                     | Wtyk podłączany do płyty głównej (poza 24-stykową P1), dostarczający napięcia zasilające dla procesora. Pojawił się z powodu wymagań prądowych nowych procesorów firmy Intel. |
| ATX12V EPS12V (8-stykowe) | ATX12V / EPS12V (8-stykowe)               | 8                     | Rozszerzona wersja wtyku ATX12V/ESP12V 4-stykowego, która pojawiła się wraz z wprowadzeniem chipsetu Intel 975. Stosowany w płytach serwerowych i komputerach profesjonalnych, których procesory pobierają większą moc. |
| PCI-E 6- i 8-stykowe      | PCI-E                                     | 6/8                   | Wtyk zasilający karty graficzne. Większość nowoczesnych zasilaczy jest wyposażone w 6-stykowe złącze przeznaczone dla zaawansowanych kart graficznych PCI Express. Może ono dostarczyć moc do 75 watów. W najnowszych konstrukcjach wprowadzono złącze 8-stykowe. Ze względu na wsteczną kompatybilność stosuje się także złącza 6+2 stykowe, co pozwala zasilać karty PCI Express z gniazdami zarówno 6-, jak i 8-stykowymi. |
|                           | AUX lub APC (Auxiliary Power Connector)   | 6                     | Wtyk używany w starszych płytach głównych, które potrzebowały napięć 3,3 V i 5 V o większym natężeniu prądu. Konieczność jego podłączenia jest zależna od konfiguracji sprzętowej komputera. Usunięty w ATX v2.2. |
|                           | Molex                                     | 4                     | Jeden z najstarszych wtyków, wykorzystywany do zasilania dysków twardych i napędów optycznych typu ATA, dodatkowych elementów płyty głównej, kart graficznych i wielu innych urządzeń (np. interfejsów FireWire 800 w postaci kart PCI lub wentylatorów obudowy komputera). Dostarcza napięć +5 V i +12 V. Złącze to w tej chwili jest coraz rzadziej wykorzystywane, wypierają je wtyki SATA i PCI-E.                        |
|                           | Molex mini                                | 4                     | Jeden z najmniejszych wtyków, zasilający stacje dyskietek 3,5 calowych. W niektórych przypadkach dostarcza też dodatkowe zasilanie do kart graficznych z interfejsem AGP i PCIe. |
|                           | SATA Connector                            | 15                    | Wtyk 15-stykowy zasilający dyski twarde i optyczne standardu Serial ATA. Dostarcza trzech napięć: +3,3 V, +5 V i +12 V. |

## AT a ATX

Uproszczony schemat zasilacza komputera

Standard ATX (Advanced Technology eXtended) jest rozwinięciem standardu AT (Advanced Technology).
W standardzie AT zasilacz był wyłączany poprzez rozłączenie zasilania sieciowego. W zasilaczach ATX włącznik komputera jest podłączony do płyty głównej. Dzięki temu włączanie i wyłączanie zasilacza może być kontrolowane przez komponenty komputera lub oprogramowanie.
Płyta główna steruje zasilaczem poprzez styk nr 16 złącza 24-stykowego (zielony przewód dochodzący do wtyku ATX – P_ON). Kiedy zasilacz znajduje się w stanie czuwania, na tym pinie występuje napięcie 5 V. Zwarcie go do masy (czarne przewody dochodzący do wtyku ATX – GND) uruchamia przetwornicę, co może się przydać przy testach sprzętu. Uwaga – nie należy uruchamiać zasilacza impulsowego bez obciążenia ze względu na ryzyko jego uszkodzenia.

## Moc znamionowa
Zasilacze komputerowe są klasyfikowane na podstawie maksymalnej mocy wyjściowej. Typowe zakresy mocy zasilaczy dla komputerów domowych i biurowych wynoszą od 300 W do 500 W (dla komputerów miniaturowych – poniżej 300 W). Zasilacze stosowane w komputerach dla graczy i stacjach roboczych standardowo mają moc z zakresu 500-1200 W, a w serwerach – od 800 W do 1400 W. Zasilacze o dużej mocy są w stanie oddać od 1,5 kW do 2 kW mocy – są one przeznaczone głównie do dużych serwerów i w mniejszym stopniu do ekstremalnie rozbudowanych stacji roboczych i komputerów domowych (w tym dla graczy), wyposażonych w kilka procesorów, wiele dysków twardych i kilka kart graficznych.
Brak standardu określającego parametry pracy zasilacza (zarówno jeśli chodzi o maksymalną moc, jak i parametry napięcia i natężenia prądu na danej linii) prowadzi do dużych rozbieżności pomiędzy deklaracjami producenta a rzeczywistymi osiągami. Powszechną praktyką jest podawanie mocy maksymalnej jako sumy mocy zasilacza jego poszczególnych linii zasilających. W takim wypadku możliwe jest przeciążenie jednej z linii zasilacza pomimo braku przekroczenia mocy deklarowanej przez producenta.
Niektórzy producenci zawyżają wartość mocy swoich zasilaczy w celach marketingowych. Jest to spowodowane brakiem jasnych standardów określających warunki pomiaru mocy zasilaczy. Najczęściej zdarza się:
- przedstawianie wartości mocy szczytowej zamiast mocy ciągłej;
- określanie mocy ciągłej w nierealistycznie niskich temperaturach (np. w temperaturze pokojowej, gdy we wnętrzu obudowy jest wyższa i wynosi nawet 40 °C);
- podawanie mocy sumarycznej wszystkich linii zasilacza, gdy tymczasem nowoczesne komputery pobierają prąd głównie z linii 12 V.

To znaczy, że jeśli:
- zasilacz A ma moc szczytową 550 W w temperaturze 25 °C, dając 25 A na linii 12 V (300 W),
- zasilacz B ma moc ciągłą 450 W w temperaturze 40 °C, dając 33 A na linii 12 V (400 W),

to zasilacz B jest znacznie lepszy od zasilacza A pomimo niższej mocy całkowitej. Zasilacz A w rzeczywistych warunkach pracy będzie w stanie oddać tylko część mocy, którą określił producent.
Ta tendencja spowodowała znaczne zawyżenie rekomendacji dotyczących mocy zasilaczy komputerowych. Z wyjątkiem serwerów, stacji roboczych i maszyn dla graczy, niewiele komputerów w standardzie ATX i microATX wymaga więcej niż 300–350 W mocy.

## Sprawność zasilacza
Jednym z parametrów zasilacza jest jego sprawność energetyczna, wyrażana w procentach. Sprawność to stosunek mocy zasilacza oddawanej na jego wyjściu do mocy pobranej z sieci energetycznej. Różnica między mocą pobraną a oddawaną jest emitowana w postaci ciepła. Im wyższa sprawność, tym mniejsze straty energii w zasilaczu. Zasilacze o wysokiej sprawności wydzielają mniej ciepła, dzięki czemu można w nich montować wentylatory o mniejszej liczbie obrotów (cichsze).
Sprawność zasilaczy zależy od obciążenia zasilacza, osiągając najmniejszą sprawność dla małego i bardzo dużego obciążenia i waha się pomiędzy 40% a 85%. W celu poprawy sprawności zasilaczy komputerowych wprowadzono serię certyfikatów 80 PLUS, które gwarantują sprawność zasilacza przekraczającą 80%.
Ważnym parametrem zasilacza jest zdolność do dostarczania stabilnych napięć poszczególnym podzespołom komputera, w pełnym zakresie pobieranej mocy jak i napięcia zasilania. Zakresy napięć określa norma ATX. Wynoszą one:
| Napięcie | Kolor przewodu | Minimum | Maksimum |
| -------- | -------------- | ------- | -------- |
| 12 V     |                | 11,40 V | 12,60 V  |
| 5 V      |                | 4,75 V  | 5,25 V   |
| 3,3 V    |                | 3,14 V  | 3,47 V   |

## Zabezpieczenia
Zasilacz, dostarczając energię do poszczególnych elementów komputera, może stać się też przyczyną ich uszkodzenia. Ze względu na wahania parametrów napięcia w sieci energetycznej, każdy zasilacz powinien posiadać szereg wbudowanych zabezpieczeń, chroniących zarówno komputer, jak i sam zasilacz:
- OVP (Over Voltage Protection) – zabezpieczenie przed zbyt wysokim napięciem wyjściowym. Działa na każdej linii wyjściowej zasilacza i aktywuje się, gdy napięcie jest wyższe o 15% w stosunku do wartości nominalnej[3]. Wymagane przez normę ATX12V.
- UVP (Under Voltage Protection) – zabezpieczenie przed zbyt niskim napięciem na liniach wyjściowych. Jest spotykane znacznie rzadziej niż OVP, ponieważ zbyt niskie napięcie nie uszkadza zasilanych podzespołów, może jednak wpłynąć negatywnie na ich stabilność.
- OCP (Over Current Protection) – zabezpieczenie przed przeciążeniem stabilizatora i zbyt wysokim natężeniem prądu. Monitoruje każdą linię zasilającą z osobna i w przypadku przeciążenia którejkolwiek z nich powoduje wyłączenie zasilacza. Wymagane jest przez normę ATX12V.
- OLP lub OPP (Over Load Protection lub Over Power Protection) – zabezpiecza przed przeciążeniem całego zasilacza (nie ograniczając się do poszczególnych linii).
- OTP (Over Temperature Protection) – zabezpieczenie przed przegrzaniem zasilacza. Przegrzanie może pojawić się podczas przeciążenia, złej cyrkulacji powietrza wynikającej np. z zakrycia wylotu zasilacza lub z powodu awarii wentylatora[3]. Wymagane jest przez normę ATX12V.
- SCP (Short Circuit Protection) – zabezpieczenie przeciwzwarciowe. Aktywuje się, kiedy w obwodzie zasilacza pojawi się zwarcie (czyli opór mniejszy niż 0,1 Ω). Pomimo że nie jest ono obowiązkowe, to znajdziemy je we wszystkich obecnych zasilaczach[3].
- IOVP (Input Over Voltage Protection) i IUVP (Input Under Voltage Protection) – zabezpieczenie zasilacza przed zbyt wysokim lub zbyt niskim napięciem wejściowym. Stosowane jest głównie w zasilaczach z manualnym przełącznikiem napięcia wejściowego (115 V lub 230 V).